# Frequency Division Multiplexing
In telecomunicazioni la multiplazione a divisione di frequenza, conosciuta anche come FDM (acronimo inglese di frequency division multiplexing), è una tecnica di multiplazione ovvero di condivisione delle risorse trasmissive di un canale di comunicazione (cioè la banda) secondo la quale l'intero canale trasmissivo disponibile è diviso in sottocanali, ognuno costituito da una banda di frequenza e separato da un altro grazie ad un piccolo intervallo di guardia. Questo rende possibile la condivisione dello stesso canale da parte di diversi dispositivi che utilizzano diverse regioni di frequenze e utenti che possono così comunicare contemporaneamente senza incorrere nella mutua interferenza.
Quando le frequenze diventano molto elevate e rientrano nella fascia di spettro elettromagnetico utilizzata dalla trasmissione ottica si parla di multiplazione a divisione di lunghezza d'onda (Wavelength Division Multiplexing, WDM), che è un principio fisicamente equivalente dato che frequenza e lunghezza d'onda sono legate tra loro da una relazione semplice di proporzionalità inversa.

## Applicazioni
Questa tecnica è utilizzata comunemente nelle trasmissioni televisive, radiofoniche (radiodiffusioni), telefoniche o dati. Nei conduttori semplici usati per le linee telefoniche, col sistema di multiplazione a divisione di frequenza, si riescono a inoltrare nello stesso tempo più di una dozzina di conversazioni telefoniche; nei cavi coassiali invece, sempre tramite multiplazione a divisione di frequenza, se ne possono trasmettere più di mille. Nelle trasmissioni via etere ogni emittente trasmette contemporaneamente attraverso lo stesso mezzo; in questo caso, il canale di comunicazione è condiviso (ma questo non cambia se viene utilizzato un cavo). Ad ogni canale è associata una determinata frequenza. Il ricevente per selezionare la trasmissione deve solamente sintonizzarsi sulla frequenza appropriata tramite apposito circuito di sintonia.
Anche le reti cellulari TACS utilizzavano in parte questo tipo di multiplazione per suddividere ed assegnare l'intera capacità trasmissiva o banda radio disponibile alle varie celle di copertura servite da stazioni radio base.
Un'altra applicazione di questo tipo di multiplazione è l'accesso ad Internet a banda larga PowerLine communication. Power Line Communication non è altro che la trasmissione di dati tramite linee elettriche. Nel caso delle linee elettriche residenziali europee, i cavi trasportano una tensione elettrica alternata di 220/230 volt d'ampiezza a una frequenza di 50 Hertz: ciò implica che tutto il resto dello spettro delle frequenze è libero. Alcuni fornitori di energia elettrica hanno implementato una connessione a banda larga utilizzando questo mezzo.
In ambito industriale è molto usato ed è conosciuto come standard x10, dato che questo tipo di rete è prossimo al 100% di tasso di penetrazione e praticamente qualsiasi edificio dispone di un allacciamento alla rete elettrica.
Lo svantaggio è che la presenza di capacità parassita può perturbare il segnale, cioè aumentare il BER e la conseguente probabilità d'errore corrompendo così la trasmissione.
Per aumentare l'affidabilità della comunicazione ad ogni dispositivo può essere utilizzata più di una portante. Se esiste una fonte di rumore su di una gamma di frequenze che interessa una portante, i dati possono essere trasmessi attraverso l'altra. Tale tecnica è chiamata diffusione dello spettro.